# برج ۲۷۰
برج ۲۷۰ (انگلیسی: Tower 270) یا ۲۷۰ برادوی یک ساختمان اداری در خیابان برادوی، منهتن، نیویورک است.
این ساختمان که در سال ۱۹۲۹ شروع به ساخت و در سال ۱۹۳۰ افتتاح شده‌است دارای ۲۸ طبقه و ۱۱۰ متر ارتفاع می‌باشد.